# Departamento de Juárez Celman
Departamento de Juárez Celman är en kommun i Argentina.   Den ligger i provinsen Córdoba, i den centrala delen av landet, 500 km väster om huvudstaden Buenos Aires. Antalet invånare är 55 348.
Trakten runt Departamento de Juárez Celman består till största delen av jordbruksmark. Runt Departamento de Juárez Celman är det mycket glesbefolkat, med 7 invånare per kvadratkilometer.